# Betriebsanweisung
Die Betriebsanweisung (BA) ist im Gegensatz zu einer Betriebsanleitung ein Dokument, welches ausschließlich auf Gefahren hinweisen und Schutzmaßnahmen aufzeigen soll.
Betriebsanweisungen müssen in Deutschland für biologische Arbeitsstoffe, Gefahrstoffe und deren Zubereitungen, die diese Stoffe über bestimmte Prozentsätze hinaus enthalten und für Maschinen und andere technische Anlagen erstellt werden.
Der folgende Inhalt für die Betriebsanweisungen wird z. B. von den Berufsgenossenschaften vorgeschlagen:
1. Anwendungsbereich
2. Gefahren für Mensch und Umwelt
3. Schutzmaßnahmen und Verhaltensregeln
4. Verhalten bei Störungen
5. Verhalten bei Unfällen, Erste Hilfe
6. Sachgerechte Entsorgung / Instandhaltung (bei Maschinen / technischen Anlagen)
7. Folgen der Nichtbeachtung

Betriebsanweisungen für Stoffe und Zubereitungen können aus den für Gefahrstoffe vorgeschriebenen Sicherheitsdatenblättern abgeleitet werden. Wie das geht, beschreiben viele Berufsgenossenschaften in Merkblättern und Arbeitshilfen.
Hinweise auf die Notwendigkeit von Betriebsanweisungen ergeben sich z. B. aus den Unfallverhütungsvorschriften der Berufsgenossenschaften (UVV bzw. jetzt DGUV Vorschrift 1 § 2), aus dem Arbeitsschutzgesetz (ArbSchG §§ 4, 9 Abs. 1 und 12 Abs. 1), aus der Betriebssicherheitsverordnung (BetrSichV § 12 Abs. 2), aus der Biostoffverordnung (BioStoffV § 14) und aus der Gefahrstoffverordnung (GefStoffV § 14).
Teilweise werden in diesen Quellen „nur“ geeignete Vorschriften verlangt, in der GefStoffV wird aber eine Betriebsanweisung mit den hier angegebenen Überschriften (allerdings nur von 1 bis 6) über eine Technische Regel für Gefahrstoffe (TRGS 555) vorgeschrieben. Für Tätigkeiten mit geringer Gefährdung („Schutzstufe 1“: geringe Menge, geringe Exposition, Einstufung maximal mit Xi, Xn oder C) ist eine Betriebsanweisung nicht vorgeschrieben.
In Österreich sind Betriebsanweisungen in der Arbeitsmittelverordnung BGBl. II 164/2000 idgF geregelt. Schriftliche Betriebsanweisungen sind ausschließlich für folgende Geräte zu erstellen:
1. Krane (§ 19)
2. Selbstfahrende Arbeitsmittel (§ 23)
3. Geräte für autogenes Schweißen, Schneiden und verwandte Verfahren (§ 26)
4. Bolzensetzgeräte (§ 29)

Die vorgeschriebenen Inhalte der Betriebsanweisung sind in den entsprechenden Paragraphen der Arbeitsmittelverordnung geregelt.